# Kazimierz Vetulani

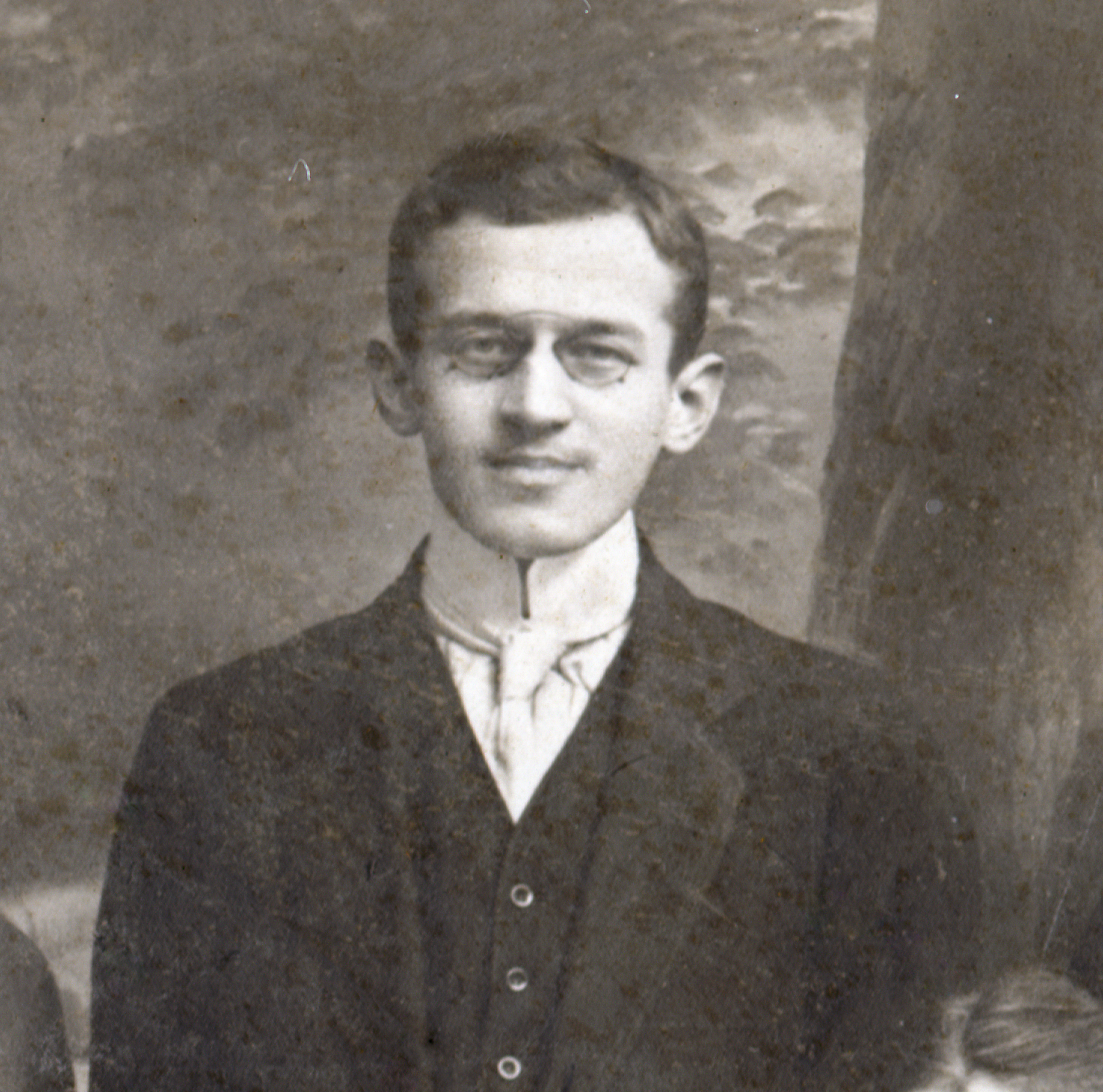
Kazimierz Vetulani, ok. 1910

Kazimierz Vetulani (ur. 3 stycznia 1889 w Sanoku, zm. 4 lipca 1941 we Lwowie) – polski inżynier, teoretyk budownictwa, profesor Politechniki Lwowskiej, autor kilkudziesięciu prac z zakresu techniki i matematyki, a także z zakresu teorii skal muzycznych, członek Polskiego Towarzystwa Matematycznego.
Saper i konstruktor wojskowy, uczestnik I wojny światowej w stopniu porucznika rezerwy cesarskiej i królewskiej armii, następnie uczestnik wojny polsko-ukraińskiej (1918–1919), kapitan rezerwy Wojska Polskiego. W 1935 roku uzyskał stopień doktora nauk technicznych na Politechnice Lwowskiej. W roku akademickim 1938/1939 został zastępcą profesora mechaniki ogólnej. W roku 1940 został mianowany profesorem zwyczajnym.
W nocy 3 lipca 1941 został aresztowany, a następnie zamordowany przez Niemców pośród kilkudziesięciu profesorów lwowskich uczelni.

## Życiorys

### Wczesne lata, edukacja
Urodził się 3 stycznia 1889 roku w Sanoku. Był synem Romana Vetulaniego, profesora gimnazjalnego, i Matyldy z domu Pisz (1861–1891), wnukiem Wawrzyńca Pisza. Jego matka zmarła 15 grudnia 1891, gdy Kazimierz Vetulani miał niecałe trzy lata.
Był wychowywany przez swojego ojca i jego drugą żonę, Elżbietę z domu Kunachowicz. Miał pięcioro młodszego, przyrodniego rodzeństwa: braci Zygmunta (1894–1942), Tadeusza (1897–1952) i Adama (1901–1976), oraz siostry Marię (magister nauk ekonomicznych, urzędniczkę prywatną Banku Rolnego w Krakowie, 1895–1945) i Elżbietę (1903–1921, zmarłą na gruźlicę).
Rodzina Vetulanich zamieszkiwała w Sanoku, w domu przy ulicy Floriańskiej i w Willi Zaleskich przy placu św. Jana. W 1906 roku Roman Vetulani zmarł na zawał serca, osieracając sześcioro dzieci, w tym siedemnastoletniego Kazimierza. Jedyną żywicielką rodziny pozostała matka Elżbieta, która otrzymała rentę po zmarłym mężu.
W 1907 roku Kazimierz Vetulani zdał z odznaczeniem egzamin dojrzałości w C. K. Gimnazjum Męskim w Sanoku. Na świadectwie maturalnym z 15 czerwca 1907 roku miał z matematyki i języka polskiego stopień celujący ze stwierdzeniem o szczególnym zamiłowaniu do przedmiotów.
W latach 1907−1913 studiował na Politechnice Lwowskiej na kierunku inżynierii lądowej, nie uzyskał jednak dyplomu. W tym czasie utrzymywał się z dawania korepetycji i pisania prac dyplomowych. Na początku 1910 otrzymał stypendium z fundacji Głowińskiego. Odbywał też wówczas podróże naukowo-techniczne do Włoch, Austrii, Czech i Niemiec, gdzie zwiedzał budowy wielkich przegród dolin, wielkich mostów, bulwarów i regulacje rzek. Będąc słuchaczem politechniki i mając 21 lat uchwałą z 1910 został uznany przynależnym do gminy Sanok.

### Służba wojskowa i pobyt w Krakowie
W pierwszym półroczu 1914 roku wykładał minerstwo i wysadzanie mostów oraz kolei w powietrze na kursach oficerskich Polskich Drużyn Strzeleckich w Wiedniu.
Podczas I wojny światowej został powołany do służby w c. i k. Armii i rezerwie piechoty. Pod koniec 1915 został awansowany na stopień porucznika z dniem 1 września 1915, a później na stopień nadporucznika z dniem 1 listopada 1917. Około lat 1916–1918 był przydzielony do c. k. pułku kolejowego. W roku akademickim 1917/1918 ponownie studiował na Politechnice Lwowskiej.
Po zakończeniu I wojny światowej i odzyskaniu przez Polskę niepodległości został przyjęty do Wojska Polskiego w stopniu porucznika. W 1918 roku budował pociągi pancerne w Nowym Sączu i Przemyślu oraz jeździł do oblężonego Lwowa. Został awansowany na stopień kapitana w korpusie oficerów kolejowych ze starszeństwem z 1 czerwca 1919.
Po wojnie zamieszkał w Krakowie. Pracował w firmie budowlanej. Po pokoju ryskim z marca 1921 roku wykładał w Wyższej Szkole Technicznej Wojsk Kolejowych oraz na kursach oficerów zawodowych i rezerwowych w Krakowie.
Nawiązał kontakt z profesorami Uniwersytetu Jagiellońskiego. W latach 1924–1939 był członkiem Polskiego Towarzystwa Matematycznego. Dzięki uprzejmości matematyków krakowskich mógł korzystać ze zbiorów Instytutu Matematycznego. W dokumentach Polskiego Towarzystwa Matematycznego (do  roku 1938) odnotowano  następujący  adres: Kraków, ul. Smoleńska 14.
W roku akademickim 1921/1922 Kazimierz Vetulani był asystentem przy katedrze mechaniki ogólnej Akademii Górniczej w Krakowie, gdzie wykładał wytrzymałość materiałów. Następnie pracował jako doradca techniczny szeregu większych firm, przedsiębiorstw oraz instytucji rządowych i samorządowych oraz klientów prywatnych.
W 1923 był przydzielony jako oficer rezerwowy w 1 pułku kolejowym. W 1924 w stopniu kapitana był zweryfikowany na liście oficerów saperów kolejowych i przydzielony jako oficer rezerwowy do 1 pułku saperów kolejowych. W 1934 jako kapitan rezerwy korpusu inżynierii i saperów był grupie oficerów pospolitego ruszenia. Został przydzielony do Oficerskiej Kadry Okręgowej nr V i pozostawał wówczas w ewidencji Powiatowej Komendy Uzupełnień Kraków Miasto.

### Praca na Politechnice Lwowskiej

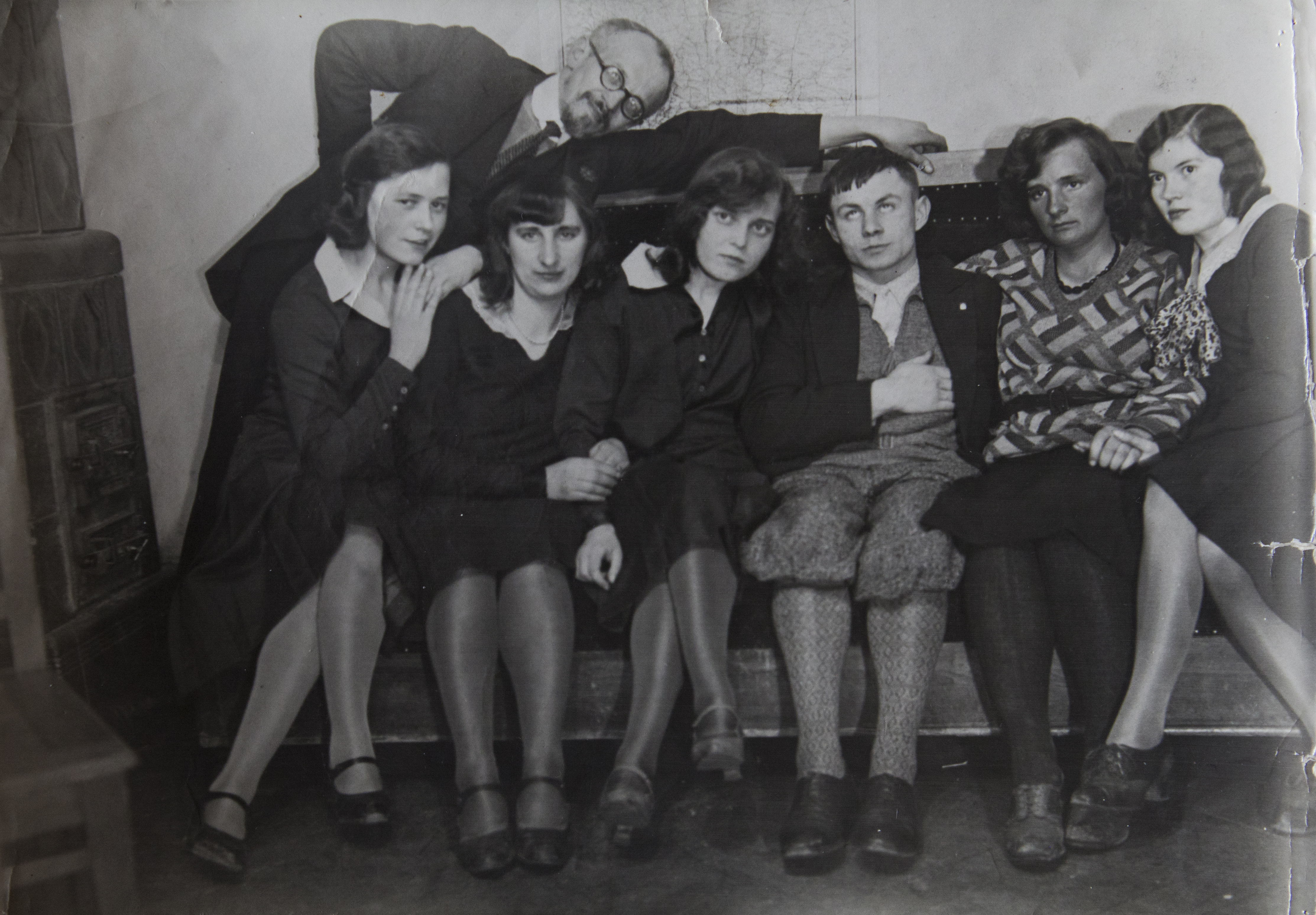
Kazimierz Vetulani (oparty o ramę kanapy) podczas odwiedzin u swojego krewnego Armanda Vetulaniego (siedzi trzeci z prawej) w Milanówku, lata 30. XX wieku

W latach 20. i 30. Kazimierz Vetulani ogłosił drukiem szereg prac naukowych. Aktywnie uczestniczył w życiu naukowym. Prezentował wyniki swoich badań m.in. na Drugim Kongresie Matematyków Rumuńskich w Turnu-Severin w dniach 5−9 maja 1932 roku.
Stopień akademicki inżyniera dróg i mostów uzyskał na Wydziale Inżynierii Lądowej i Wodnej Politechniki Lwowskiej w kwietniu 1935 roku. W tym samym roku uzyskał również stopień doktora nauk technicznych na Politechnice Lwowskiej na podstawie pracy O strugach cieczy, napisanej pod kierunkiem Wojciecha Rubinowicza. Ponieważ „Kazimierz [Vetulani] był ekscentryczny i nie chciał zdawać egzaminu doktorskiego przed głupszymi od siebie, to – jak mówi jedna z anegdot – trzech profesorów zabrało go na przechadzkę po parku i wynik tej rozmowy uznali równocześnie za zdany egzamin doktorski”.
We Lwowie zamieszkiwał samotnie przy ul. Obertyńskiej 31 (obecna ul. Zaryckich), na drugim piętrze.
W 1937 roku otrzymał stypendium Funduszu Kultury Narodowej  i odbył podróż naukową do Niemiec, Belgii, Anglii i Francji, „gdzie zapoznał się z nowoczesną organizacją nauczania mechaniki, z laboratoriami oraz z zastosowaniem mechaniki w dziedzinie budowy kolei, z badaniem drgań mostów kolejowych i drgań gruntu budowlanego”.
Z dniem 1 września 1938 roku został zastępcą profesora Katedry Mechaniki Ogólnej na Wydziale Inżynierii Lądowej i Wodnej Politechniki Lwowskiej. Według niektórych źródeł po powrocie ze stypendium w Anglii Kazimierz Vetulani miał objąć Katedrę Statyki na Politechnice Lwowskiej . Na posiedzeniu Komisji dla obsady Katedry Mechaniki Ogólnej 18 marca 1938 dziekan Adam Kuryłło oświadczył, że „działalność naukowa Dra Vetulaniego jest tak poważna, iż Dr Vetulani zasługuje w zupełności na to, aby mianować go odrazu profesorem zwyczajnym, zwłaszcza także z uwagi na jego wiek”. W tym samym roku Politechnika Lwowska wystąpiła z wnioskiem do Ministerstwa Wyznań Religijnych i Oświecenia Publicznego o przedstawienie Vetulaniego Prezydentowi RP do nominacji na profesora zwyczajnego mechaniki ogólnej na Wydziale Inżynierii Lądowej i Wodnej.
W czerwcu 1939 roku Rada Wydziału Inżynierii Lądowej i Wodnej Politechniki Lwowskiej przyjęła jednomyślnie rozprawę habilitacyjną Rozważania w związku z wyboczeniem poziomym toru kolejowego na podłożu płaskim, sztywnym i szorstkim, na którą składały się trzy prace opublikowane lub napisane przez Vetulaniego od 1937 roku. Wykład habilitacyjny Metody mechaniki ogólnej a problemy mechaniki technicznej odbył się 17 czerwca 1939 roku. Rada Wydziału wystąpiła do Ministra o zatwierdzenie wniosku dotyczącego prawa wykładania z zakresu mechaniki ogólnej i technicznej. 3 lipca 1939 roku minister Wojciech Świętosławski zatwierdził uchwałę Rady.
Od roku akademickiego 1938/1939 Kazimierz Vetulani wykładał wytrzymałość materiałów i hydromechanikę, a od roku akademickiego 1939/1940 także mechanikę ogólną.

### Aresztowanie i śmierć
Kilka dni po inwazji Niemiec na ZSRR Lwów został zajęty przez Wehrmacht. Niemcy zaplanowali mord przedstawicieli elity intelektualnej miasta. Chcąc uniknąć komplikacji, do których doprowadziło uprzednio masowe aresztowanie profesorów w Krakowie w 1939, postanowili zorganizować natychmiastowe rozstrzelanie profesorów uczelni lwowskich, w dużej części aktywnych w czasie okupacji sowieckiej. Lista polskich profesorów sporządzona została prawdopodobnie przez ukraińskich studentów z Krakowa związanych z Organizacją Ukraińskich Nacjonalistów (OUN).
Kazimierz Vetulani, wedle relacji swojego stryjecznego brata Janusza Vetulaniego, „ceniony  i  lubiany  przez  studentów trzech wyznań i narodowości zamieszkujących ówczesny Lwów”, został „na czas ostrzeżony przez ukraińskich studentów, by przez parę dni najbliższych unikał okolicy swojego mieszkania i nie nocował w nim”. Profesor miał jednak zlekceważyć tę przestrogę: „Byłem obecny jak w czasie odwiedzin u nas (a bywał dwa razy w tygodniu) pokpiwał sobie z tych ostrzeżeń, przechwalając się swoimi znajomościami wśród uczonych niemieckich i był przeświadczony o nietykalności swojej osoby”.
W nocy 3 lipca 1941 został aresztowany przez Gestapo, a następnie nad ranem 4 lipca rozstrzelany wraz z grupą profesorów uczelni lwowskich na Wzgórzach Wuleckich. Egzekucję wykonało Einsatzkommando zur besonderen Verwendung pod dowództwem Brigadeführera Karla Eberharda Schöngartha.
Świadkiem aresztowania Kazimierza Vetulaniego przez Gestapo była jego sąsiadka, Lidia Szargułowa.

W owym czasie mieszkałam jako dziecko z matką i rodziną przy ul. B. Oberyńskiej Nr 31 (we Lwowie). W tymże samym domu na II piętrze mieszkał prof. Kazimierz Vetulani. Byliśmy nieomalże naocznymi świadkami zabrania Go przez gestapo owej pamiętnej lipcowej nocy. (...)
Otóż owej nocy zbudziło nas bardzo silne łomotanie i walenie w bramę (była zamykana) oraz krzyki w języku niemieckim! Równocześnie (zajmowaliśmy mieszkanie na parterze) mieszkanie nasze zostało oświetlone na wskroś poprzez wszystkie okna i z wszystkich stron bardzo silnymi latarkami. Zamarliśmy ze strachu w łóżkach.
W tym czasie dał się słyszeć brzęk zbitego szkła. Część gestapowców wybiła okno w drugim mieszkaniu na parterze, (które zajmowała jeszcze wówczas lokatorka − żydówka) i weszła tamtędy na klatkę schodową, a część w końcu wywaliła bramę. Oczywiście nikt z nas się nie ruszał i drżeliśmy ze strachu. Dał się słyszeć tupot butów na schodach, słyszeliśmy głośne głosy na II piętrze, łomotanie w drzwi mieszkania, które zajmował prof. Vetulani, potem zaś tupot butów w mieszkaniu. Za chwilę (stałam z matką przy drzwiach i zaglądałam przez lufcik) schodzili na dół po schodach gestapowcy i prof. Vetulani, którego sylwetkę można było rozpoznać w ciemności. Profesor pogwizdywał cicho i lekceważąco, tego nie zapomnę nigdy!

— Relacja Lidii Szargułowej, sąsiadki prof. Kazimierza Vetulaniego, dotycząca jego aresztowania.

Gestapowcy wykazywali duże zainteresowanie majątkiem aresztowanych. Większość spuścizny i rzeczy osobistych, a także dokumenty Kazimierza Vetulaniego znajdujące się w jego mieszkaniu zostały rozgrabione bądź zniszczone przy okazji jego aresztowania. Zniszczony został cały znajdujący się w mieszkaniu jego dorobek rękopiśmienny .
Nazwisko Kazimierza Vetulaniego (zapisane jako „Wetulani Franciszek lub Kazimierz”) pojawiło się dwukrotnie w zeznaniach Stefana Banacha, złożonych w 1944 roku przed władzami sowieckimi w sprawie niemieckich mordów na polskich naukowcach i intelektualistach. Banach podawał, że zgodnie z jego wiedzą Vetulani został aresztowany na fali pierwszych aresztowań w lipcu 1941 i „wszelki słuch o nim zaginął. Z całą pewnością również zostali [wraz z innymi profesorami] porozstrzelani”. Banach dodawał: „O aresztowaniu prof. Wetulaniego opowiadał mi jego stryjeczny brat”.

## Praca naukowa
Kazimierz Vetulani był autorem kilkudziesięciu prac naukowych opublikowanych m.in. na łamach Czasopisma Technicznego i Przeglądu Technicznego, w tym ponad piętnastu prac technicznych, czterech prac matematycznych, jednego oryginalnego skryptu wykładowego oraz kilku prac z zakresu teorii skal muzycznych.
Wśród jego zainteresowań badawczych były wytrzymałość materiałów, w tym stan napięcia i odkształcenia, prawo Hooke’a, układy prętów prostych, teoria płyt i powłok, oraz hydrodynamika. Dla studentów w ramach mechaniki ogólnej wykładał współrzędne naturalne, środek masy i kierunki główne, kinematykę punktu i układu sztywnego, statystykę z uwzględnieniem metod wykreślnych.
Publikował prace w języku włoskim, hiszpańskim, niemieckim i angielskim. Biegle władał językiem włoskim. Przetłumaczył na język polski m.in. jedną pracę i wykład Tullio Levi-Civita.
Według autorów jego życiorysu na łamach Wiadomości Matematycznych, Vetulani „wykazywał też wielkie zrozumienie dla problemów technicznych, pisząc prace dotyczące praktycznych zagadnień inżynierskich. Świadczą o tym na przykład jego orzeczenie w sprawie przyczyny pęknięć, odsunięcia się i przechylenia się skrzydła równoległego przyczółka mostowego na rzece Dłubni linii kolejowej Kraków–Miechów, oraz wydane drukiem orzeczenie techniczne o użyteczności kamienia z Mogielnicy dla celów komunikacyjno-budowlanych (...), jak też odczyt w sprawie fundacji czwartego mostu na Wiśle, wygłoszony w Towarzystwie Technicznym w Krakowie”.

## Publikacje
- Wyznaczanie natężeń normalnych w łukach płaskich (1911)
- Mechanika ogólna i techniczna według wykładów w Akademii Górniczej w Krakowie w roku 1921–22 (1922)
- Obliczanie naprężeń normalnych w przekrojach żelbetowych, pod wpływem kurczenia się betonu (1923)
- Obliczanie pracy istot żywych (1925)
- Konstrukcja wykreślna największego momentu zginającego w zagadnieniu wytrzymałościowem podłużnic skrzydeł samolotu. Przyczynki do artykułu Prof. M. T. Hubera (1930)
- Tłumaczenie z włoskiego na polski odczytu T. Levi-Civity O wysiłku dynamicznym ustrojów sprężystych, wygłoszonego 24 IV 1928 w Wiedniu (1930)
- W sprawie wyboczenia (1930)
- Wartość siły podłużnej podczas powstawania wyboczenia (1931)
- Orzeczenie techniczne o użyteczności kamienia z Mogielnicy dla celów komunikacyjno-budowlanych (1931)
- Sistema dellescale a 7-tte toni (1931)
- Circular models of music scales (1932)
- Una contribución ́a la cuestión del esfuerzo el ́astico de dos cuerpos (1932)
- O zastosowaniu pewnego przedstawienia geometrycznego do biometrii i statystyki (1932)
- Wzór przybliżony dla projektowania nakładek belki blaszanej (1932)
- Przykład ustroju kratowego dopuszczającego układ nieokreślonych sił wewnętrznych (1932)
- Przedstawienie zmiany naprężeń skrajnych podczas powstawania wyboczenia (1932)
- The values of archyp found erroneous in Keiichi Hayashi tables (1932)
- O strugach cieczy (1933), wyd. w j. włoskim pt. Suf getti liquidi (1933)
- Uber Anwendung einer geometrischen Darstellung auf Biometrie uns Statistik (1935)
- Rozważania w związku z wyboczeniem poziomym toru kolejowego na podłożu płaskim, sztywnym i szorstkim (1937)
- O pewnym przedstawieniu parametrycznym związanym z ogólnym równaniem 4-go stopnia (1937)
- Wybrzuszenie nieprzerwanego toru kolejowego traktowane zgrubsza jako zjawisko quasi-statyczne (Hypoteza „B”) (1938)
- Przyczynek do Coulomb’owskiej teorii naporu ziemi (1938)
- Wybrzuszenie pionowe toru kolejowego ściskanego podłużnie traktowane elementarnie z grubsza (hipoteza „A”) (1950, pośmiertnie)
- On problems of music scales (manuskrypt w Bibliothèque nationale de France)
- Wstęp do rozprawy o problemie skal (manuskrypt)
- O kompozycji w muzyce

## Odznaczenia
Austro-Węgry:
- Złoty Krzyż Zasługi na wstążce Medalu Waleczności (przed 1916)[17];
- Brązowy Medal Zasługi Wojskowej na wstążce Krzyża Zasługi Wojskowej (przed 1917)[18][19];
- najwyższe pochwalne uznanie, udzielone przez cesarza Franciszka Józefa (1916)[39].

Polska:
- Odznaczenie „Orlęta”[2].

## Upamiętnienie

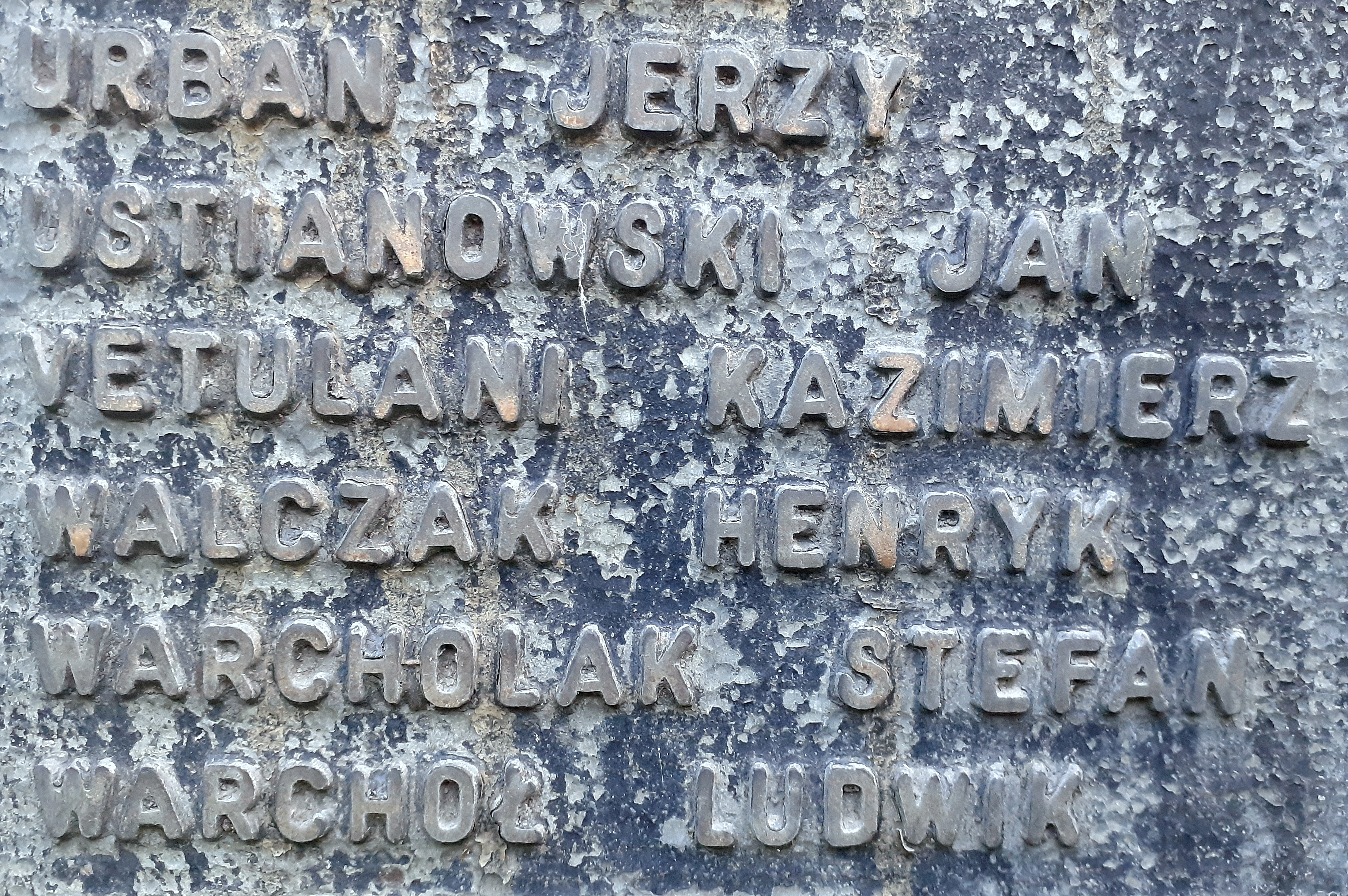
Upamiętnienie na Mauzoleum w Sanoku

Nazwisko Vetulaniego znalazło się na tablicach pamiątkowych i innych obiektach upamiętniających mord profesorów uczelni lwowskich.
12 lipca 2013 Sejm Rzeczypospolitej Polskiej przyjął uchwałę w sprawie uczczenia pamięci pomordowanych profesorów. W grupie uczonych wymienionych w dokumencie był Kazimierz Vetulani.
Podczas „Jubileuszowego Zjazdu Koleżeńskiego b. Wychowanków Gimnazjum Męskiego w Sanoku w 70-lecie pierwszej Matury” 21 czerwca 1958 nazwisko Kazimierza Vetulaniego zostało wymienione w apelu poległych w obronie Ojczyzny w latach 1939−1945 oraz na ustanowionej w budynku gimnazjum tablicy pamiątkowej poświęconej poległym i pomordowanym absolwentom gimnazjum.
W 1962 Kazimierz Vetulani został upamiętniony wśród innych osób wymienionych na jednej z tablic Mauzoleum Ofiar II Wojny Światowej na obecnym Cmentarzu Centralnym w Sanoku.
Podczas procesu zmian nazw ulicy w Sanoku w maju 1989 zaproponowano nazwanie jednej z odnóg ulicy Wincentego Witosa w dzielnicy Dąbrówka „ulicą Vetulanich”. Ulica pod taką nazw w ww. dzielnicy widnieje w źródłach urzędowych z 1990, jednak współcześnie nie ma już jej w wykazie ulic miasta Sanoka.

## Rodzina
Rodzina Vetulanich
|  |  |                    |                    |                    |                    |                    |                    |  |  |              |              |              |              |                    |                    |                    |                    | Michał Vetulani    | Michał Vetulani    | Michał Vetulani | Michał Vetulani | Michał Vetulani  | Michał Vetulani  |                  |                  | Franciszka Śliwińska | Franciszka Śliwińska | Franciszka Śliwińska | Franciszka Śliwińska | Franciszka Śliwińska | Franciszka Śliwińska |                           |                           |                           |                           |                           |                           |                      |                      |                                 |                                 |                                 |                                 |                                 |                                 |  |  |                            |                            |                            |                            |                            |                            |               |               |                |                |                    |                    |                    |                    |                    |                    |                 |                 |                 |                 |                 |                 |                |                |  |  |                 |                 |                     |                     |                     |                     |                     |                     |                         |                         |                                |                                |                                |                                |                                |                                |                  |                  |                  |                  |                  |                  |  |  |  |  |  |  |  |  |  |  |
|  |  |                    |                    |                    |                    |                    |                    |  |  |              |              |              |              |                    |                    |                    |                    | Michał Vetulani    | Michał Vetulani    | Michał Vetulani | Michał Vetulani | Michał Vetulani  | Michał Vetulani  |                  |                  | Franciszka Śliwińska | Franciszka Śliwińska | Franciszka Śliwińska | Franciszka Śliwińska | Franciszka Śliwińska | Franciszka Śliwińska |                           |                           |                           |                           |                           |                           |                      |                      |                                 |                                 |                                 |                                 |                                 |                                 |  |  |                            |                            |                            |                            |                            |                            |               |               |                |                |                    |                    |                    |                    |                    |                    |                 |                 |                 |                 |                 |                 |                |                |  |  |                 |                 |                     |                     |                     |                     |                     |                     |                         |                         |                                |                                |                                |                                |                                |                                |                  |                  |                  |                  |                  |                  |  |  |  |  |  |  |  |  |  |  |
|  |  |                    |                    |                    |                    |                    |                    |  |  |              |              |              |              |                    |                    |                    |                    |                    |                    |                 |                 |                  |                  |                  |                  |                      |                      |                      |                      |                      |                      |                           |                           |                           |                           |                           |                           |                      |                      |                                 |                                 |                                 |                                 |                                 |                                 |  |  |                            |                            |                            |                            |                            |                            |               |               |                |                |                    |                    |                    |                    |                    |                    |                 |                 |                 |                 |                 |                 |                |                |  |  |                 |                 |                     |                     |                     |                     |                     |                     |                         |                         |                                |                                |                                |                                |                                |                                |                  |                  |                  |                  |                  |                  |  |  |  |  |  |  |  |  |  |  |
|  |  |                    |                    |                    |                    |                    |                    |  |  |              |              |              |              |                    |                    |                    |                    |                    |                    |                 |                 |                  |                  |                  |                  |                      |                      |                      |                      |                      |                      |                           |                           |                           |                           |                           |                           |                      |                      |                                 |                                 |                                 |                                 |                                 |                                 |  |  |                            |                            |                            |                            |                            |                            |               |               |                |                |                    |                    |                    |                    |                    |                    |                 |                 |                 |                 |                 |                 |                |                |  |  |                 |                 |                     |                     |                     |                     |                     |                     |                         |                         |                                |                                |                                |                                |                                |                                |                  |                  |                  |                  |                  |                  |  |  |  |  |  |  |  |  |  |  |
|  |  | Jan Vetulani       | Jan Vetulani       | Jan Vetulani       | Jan Vetulani       | Jan Vetulani       | Jan Vetulani       |  |  | Matylda Pisz | Matylda Pisz | Matylda Pisz | Matylda Pisz | Matylda Pisz       | Matylda Pisz       |                    |                    |                    |                    |                 |                 | Roman Vetulani   | Roman Vetulani   | Roman Vetulani   | Roman Vetulani   | Roman Vetulani       | Roman Vetulani       |                      |                      |                      |                      |                           |                           | Elżbieta Kunachowicz      | Elżbieta Kunachowicz      | Elżbieta Kunachowicz      | Elżbieta Kunachowicz      | Elżbieta Kunachowicz | Elżbieta Kunachowicz |                                 |                                 |                                 |                                 |                                 |                                 |  |  |                            |                            |                            |                            |                            |                            |               |               |                |                | Franciszek Latinik | Franciszek Latinik | Franciszek Latinik | Franciszek Latinik | Franciszek Latinik | Franciszek Latinik |                 |                 |                 |                 |                 |                 |                |                |  |  |                 |                 | Franciszek Vetulani | Franciszek Vetulani | Franciszek Vetulani | Franciszek Vetulani | Franciszek Vetulani | Franciszek Vetulani |                         |                         | Katarzyna Ipohorska-Lenkiewicz | Katarzyna Ipohorska-Lenkiewicz | Katarzyna Ipohorska-Lenkiewicz | Katarzyna Ipohorska-Lenkiewicz | Katarzyna Ipohorska-Lenkiewicz | Katarzyna Ipohorska-Lenkiewicz |                  |                  |                  |                  |                  |                  |  |  |  |  |  |  |  |  |  |  |
|  |  | Jan Vetulani       | Jan Vetulani       | Jan Vetulani       | Jan Vetulani       | Jan Vetulani       | Jan Vetulani       |  |  | Matylda Pisz | Matylda Pisz | Matylda Pisz | Matylda Pisz | Matylda Pisz       | Matylda Pisz       |                    |                    |                    |                    |                 |                 | Roman Vetulani   | Roman Vetulani   | Roman Vetulani   | Roman Vetulani   | Roman Vetulani       | Roman Vetulani       |                      |                      |                      |                      |                           |                           | Elżbieta Kunachowicz      | Elżbieta Kunachowicz      | Elżbieta Kunachowicz      | Elżbieta Kunachowicz      | Elżbieta Kunachowicz | Elżbieta Kunachowicz |                                 |                                 |                                 |                                 |                                 |                                 |  |  |                            |                            |                            |                            |                            |                            |               |               |                |                | Franciszek Latinik | Franciszek Latinik | Franciszek Latinik | Franciszek Latinik | Franciszek Latinik | Franciszek Latinik |                 |                 |                 |                 |                 |                 |                |                |  |  |                 |                 | Franciszek Vetulani | Franciszek Vetulani | Franciszek Vetulani | Franciszek Vetulani | Franciszek Vetulani | Franciszek Vetulani |                         |                         | Katarzyna Ipohorska-Lenkiewicz | Katarzyna Ipohorska-Lenkiewicz | Katarzyna Ipohorska-Lenkiewicz | Katarzyna Ipohorska-Lenkiewicz | Katarzyna Ipohorska-Lenkiewicz | Katarzyna Ipohorska-Lenkiewicz |                  |                  |                  |                  |                  |                  |  |  |  |  |  |  |  |  |  |  |
|  |  |                    |                    |                    |                    |                    |                    |  |  |              |              |              |              |                    |                    |                    |                    |                    |                    |                 |                 |                  |                  |                  |                  |                      |                      |                      |                      |                      |                      |                           |                           |                           |                           |                           |                           |                      |                      |                                 |                                 |                                 |                                 |                                 |                                 |  |  |                            |                            |                            |                            |                            |                            |               |               |                |                |                    |                    |                    |                    |                    |                    |                 |                 |                 |                 |                 |                 |                |                |  |  |                 |                 |                     |                     |                     |                     |                     |                     |                         |                         |                                |                                |                                |                                |                                |                                |                  |                  |                  |                  |                  |                  |  |  |  |  |  |  |  |  |  |  |
|  |  |                    |                    |                    |                    |                    |                    |  |  |              |              |              |              |                    |                    |                    |                    |                    |                    |                 |                 |                  |                  |                  |                  |                      |                      |                      |                      |                      |                      |                           |                           |                           |                           |                           |                           |                      |                      |                                 |                                 |                                 |                                 |                                 |                                 |  |  |                            |                            |                            |                            |                            |                            |               |               |                |                |                    |                    |                    |                    |                    |                    |                 |                 |                 |                 |                 |                 |                |                |  |  |                 |                 |                     |                     |                     |                     |                     |                     |                         |                         |                                |                                |                                |                                |                                |                                |                  |                  |                  |                  |                  |                  |  |  |  |  |  |  |  |  |  |  |
|  |  | Eugeniusz Vetulani | Eugeniusz Vetulani | Eugeniusz Vetulani | Eugeniusz Vetulani | Eugeniusz Vetulani | Eugeniusz Vetulani |  |  |              |              |              |              | Kazimierz Vetulani | Kazimierz Vetulani | Kazimierz Vetulani | Kazimierz Vetulani | Kazimierz Vetulani | Kazimierz Vetulani |                 |                 | Zygmunt Vetulani | Zygmunt Vetulani | Zygmunt Vetulani | Zygmunt Vetulani | Zygmunt Vetulani     | Zygmunt Vetulani     |                      |                      | Tadeusz Vetulani     | Tadeusz Vetulani     | Tadeusz Vetulani          | Tadeusz Vetulani          | Tadeusz Vetulani          | Tadeusz Vetulani          |                           |                           | Maria Godlewska      | Maria Godlewska      | Maria Godlewska                 | Maria Godlewska                 | Maria Godlewska                 | Maria Godlewska                 |                                 |                                 |  |  |                            |                            | Adam Vetulani              | Adam Vetulani              | Adam Vetulani              | Adam Vetulani              | Adam Vetulani | Adam Vetulani |                |                | Irena Latinik      | Irena Latinik      | Irena Latinik      | Irena Latinik      | Irena Latinik      | Irena Latinik      |                 |                 | Zofia Vetulani  | Zofia Vetulani  | Zofia Vetulani  | Zofia Vetulani  | Zofia Vetulani | Zofia Vetulani |  |  | Bohdan de Nisau | Bohdan de Nisau | Bohdan de Nisau     | Bohdan de Nisau     | Bohdan de Nisau     | Bohdan de Nisau     |                     |                     | Maria Vetulani de Nisau | Maria Vetulani de Nisau | Maria Vetulani de Nisau        | Maria Vetulani de Nisau        | Maria Vetulani de Nisau        | Maria Vetulani de Nisau        |                                |                                | Cecylia Vetulani | Cecylia Vetulani | Cecylia Vetulani | Cecylia Vetulani | Cecylia Vetulani | Cecylia Vetulani |  |  |  |  |  |  |  |  |  |  |
|  |  | Eugeniusz Vetulani | Eugeniusz Vetulani | Eugeniusz Vetulani | Eugeniusz Vetulani | Eugeniusz Vetulani | Eugeniusz Vetulani |  |  |              |              |              |              | Kazimierz Vetulani | Kazimierz Vetulani | Kazimierz Vetulani | Kazimierz Vetulani | Kazimierz Vetulani | Kazimierz Vetulani |                 |                 | Zygmunt Vetulani | Zygmunt Vetulani | Zygmunt Vetulani | Zygmunt Vetulani | Zygmunt Vetulani     | Zygmunt Vetulani     |                      |                      | Tadeusz Vetulani     | Tadeusz Vetulani     | Tadeusz Vetulani          | Tadeusz Vetulani          | Tadeusz Vetulani          | Tadeusz Vetulani          |                           |                           | Maria Godlewska      | Maria Godlewska      | Maria Godlewska                 | Maria Godlewska                 | Maria Godlewska                 | Maria Godlewska                 |                                 |                                 |  |  |                            |                            | Adam Vetulani              | Adam Vetulani              | Adam Vetulani              | Adam Vetulani              | Adam Vetulani | Adam Vetulani |                |                | Irena Latinik      | Irena Latinik      | Irena Latinik      | Irena Latinik      | Irena Latinik      | Irena Latinik      |                 |                 | Zofia Vetulani  | Zofia Vetulani  | Zofia Vetulani  | Zofia Vetulani  | Zofia Vetulani | Zofia Vetulani |  |  | Bohdan de Nisau | Bohdan de Nisau | Bohdan de Nisau     | Bohdan de Nisau     | Bohdan de Nisau     | Bohdan de Nisau     |                     |                     | Maria Vetulani de Nisau | Maria Vetulani de Nisau | Maria Vetulani de Nisau        | Maria Vetulani de Nisau        | Maria Vetulani de Nisau        | Maria Vetulani de Nisau        |                                |                                | Cecylia Vetulani | Cecylia Vetulani | Cecylia Vetulani | Cecylia Vetulani | Cecylia Vetulani | Cecylia Vetulani |  |  |  |  |  |  |  |  |  |  |
|  |  |                    |                    |                    |                    |                    |                    |  |  |              |              |              |              |                    |                    |                    |                    |                    |                    |                 |                 |                  |                  |                  |                  |                      |                      |                      |                      |                      |                      |                           |                           |                           |                           |                           |                           |                      |                      |                                 |                                 |                                 |                                 |                                 |                                 |  |  |                            |                            |                            |                            |                            |                            |               |               |                |                |                    |                    |                    |                    |                    |                    |                 |                 |                 |                 |                 |                 |                |                |  |  |                 |                 |                     |                     |                     |                     |                     |                     |                         |                         |                                |                                |                                |                                |                                |                                |                  |                  |                  |                  |                  |                  |  |  |  |  |  |  |  |  |  |  |
|  |  | Armand Vetulani    | Armand Vetulani    | Armand Vetulani    | Armand Vetulani    | Armand Vetulani    | Armand Vetulani    |  |  |              |              |              |              |                    |                    |                    |                    |                    |                    |                 |                 | Wanda Vetulani   | Wanda Vetulani   | Wanda Vetulani   | Wanda Vetulani   | Wanda Vetulani       | Wanda Vetulani       |                      |                      |                      |                      | Zygmunt Vetulani          | Zygmunt Vetulani          | Zygmunt Vetulani          | Zygmunt Vetulani          | Zygmunt Vetulani          | Zygmunt Vetulani          |                      |                      | Grażyna Małgorzata Świerczyńska | Grażyna Małgorzata Świerczyńska | Grażyna Małgorzata Świerczyńska | Grażyna Małgorzata Świerczyńska | Grażyna Małgorzata Świerczyńska | Grażyna Małgorzata Świerczyńska |  |  | Krystyna Vetulani-Belfoure | Krystyna Vetulani-Belfoure | Krystyna Vetulani-Belfoure | Krystyna Vetulani-Belfoure | Krystyna Vetulani-Belfoure | Krystyna Vetulani-Belfoure |               |               | Jerzy Vetulani | Jerzy Vetulani | Jerzy Vetulani     | Jerzy Vetulani     | Jerzy Vetulani     | Jerzy Vetulani     |                    |                    | Maria Pająk     | Maria Pająk     | Maria Pająk     | Maria Pająk     | Maria Pająk     | Maria Pająk     |                |                |  |  |                 |                 |                     |                     | Witold de Nisau     | Witold de Nisau     | Witold de Nisau     | Witold de Nisau     | Witold de Nisau         | Witold de Nisau         |                                |                                |                                |                                |                                |                                |                  |                  |                  |                  |                  |                  |  |  |  |  |  |  |  |  |  |  |
|  |  | Armand Vetulani    | Armand Vetulani    | Armand Vetulani    | Armand Vetulani    | Armand Vetulani    | Armand Vetulani    |  |  |              |              |              |              |                    |                    |                    |                    |                    |                    |                 |                 | Wanda Vetulani   | Wanda Vetulani   | Wanda Vetulani   | Wanda Vetulani   | Wanda Vetulani       | Wanda Vetulani       |                      |                      |                      |                      | Zygmunt Vetulani          | Zygmunt Vetulani          | Zygmunt Vetulani          | Zygmunt Vetulani          | Zygmunt Vetulani          | Zygmunt Vetulani          |                      |                      | Grażyna Małgorzata Świerczyńska | Grażyna Małgorzata Świerczyńska | Grażyna Małgorzata Świerczyńska | Grażyna Małgorzata Świerczyńska | Grażyna Małgorzata Świerczyńska | Grażyna Małgorzata Świerczyńska |  |  | Krystyna Vetulani-Belfoure | Krystyna Vetulani-Belfoure | Krystyna Vetulani-Belfoure | Krystyna Vetulani-Belfoure | Krystyna Vetulani-Belfoure | Krystyna Vetulani-Belfoure |               |               | Jerzy Vetulani | Jerzy Vetulani | Jerzy Vetulani     | Jerzy Vetulani     | Jerzy Vetulani     | Jerzy Vetulani     |                    |                    | Maria Pająk     | Maria Pająk     | Maria Pająk     | Maria Pająk     | Maria Pająk     | Maria Pająk     |                |                |  |  |                 |                 |                     |                     | Witold de Nisau     | Witold de Nisau     | Witold de Nisau     | Witold de Nisau     | Witold de Nisau         | Witold de Nisau         |                                |                                |                                |                                |                                |                                |                  |                  |                  |                  |                  |                  |  |  |  |  |  |  |  |  |  |  |
|  |  |                    |                    |                    |                    |                    |                    |  |  |              |              |              |              |                    |                    |                    |                    |                    |                    |                 |                 |                  |                  |                  |                  |                      |                      |                      |                      |                      |                      |                           |                           |                           |                           |                           |                           |                      |                      |                                 |                                 |                                 |                                 |                                 |                                 |  |  |                            |                            |                            |                            |                            |                            |               |               |                |                |                    |                    |                    |                    |                    |                    |                 |                 |                 |                 |                 |                 |                |                |  |  |                 |                 |                     |                     |                     |                     |                     |                     |                         |                         |                                |                                |                                |                                |                                |                                |                  |                  |                  |                  |                  |                  |  |  |  |  |  |  |  |  |  |  |
|  |  |                    |                    |                    |                    |                    |                    |  |  |              |              |              |              |                    |                    |                    |                    |                    |                    |                 |                 |                  |                  |                  |                  |                      |                      |                      |                      |                      |                      |                           |                           |                           |                           |                           |                           |                      |                      |                                 |                                 |                                 |                                 |                                 |                                 |  |  |                            |                            |                            |                            |                            |                            |               |               |                |                |                    |                    |                    |                    |                    |                    |                 |                 |                 |                 |                 |                 |                |                |  |  |                 |                 |                     |                     |                     |                     |                     |                     |                         |                         |                                |                                |                                |                                |                                |                                |                  |                  |                  |                  |                  |                  |  |  |  |  |  |  |  |  |  |  |
|  |  |                    |                    |                    |                    |                    |                    |  |  |              |              |              |              |                    |                    |                    |                    |                    |                    |                 |                 |                  |                  |                  |                  |                      |                      |                      |                      |                      |                      | Agnieszka Vetulani-Cęgiel | Agnieszka Vetulani-Cęgiel | Agnieszka Vetulani-Cęgiel | Agnieszka Vetulani-Cęgiel | Agnieszka Vetulani-Cęgiel | Agnieszka Vetulani-Cęgiel |                      |                      | Maria Vetulani                  | Maria Vetulani                  | Maria Vetulani                  | Maria Vetulani                  | Maria Vetulani                  | Maria Vetulani                  |  |  | Charles Belfoure           | Charles Belfoure           | Charles Belfoure           | Charles Belfoure           | Charles Belfoure           | Charles Belfoure           |               |               | Marek Vetulani | Marek Vetulani | Marek Vetulani     | Marek Vetulani     | Marek Vetulani     | Marek Vetulani     |                    |                    | Tomasz Vetulani | Tomasz Vetulani | Tomasz Vetulani | Tomasz Vetulani | Tomasz Vetulani | Tomasz Vetulani |                |                |  |  |                 |                 |                     |                     |                     |                     |                     |                     |                         |                         |                                |                                |                                |                                |                                |                                |                  |                  |                  |                  |                  |                  |  |  |  |  |  |  |  |  |  |  |

|- 
|}